# Capistrocardia
Capistrocardia is een geslacht van uitgestorven tweekleppigen (Bivalvia).

## Soorten
- Capistrocardia fragilis Tate, 1887